# Procyon lotor
Il procione, noto anche come orsetto lavatore (Procyon lotor, Linnaeus, 1758), è un mammifero onnivoro di mezza taglia della famiglia dei Procionidi, nativo del Nord America.

## Tassonomia

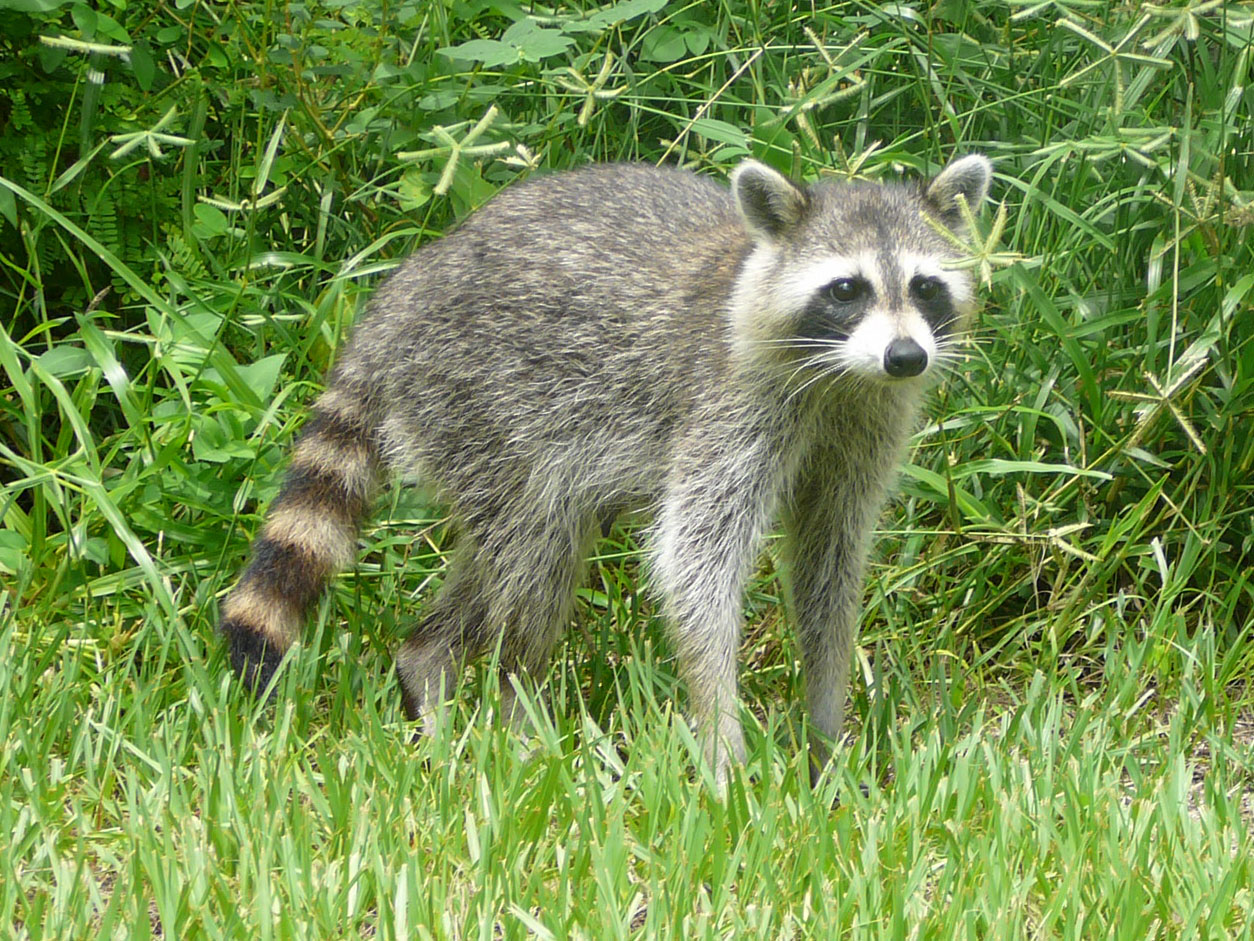
Procione

Nei primi decenni dopo la sua scoperta, effettuata da parte dei membri della spedizione di Cristoforo Colombo che fu il primo a lasciare un registro scritto delle specie animali avvistate, i tassonomi pensavano che il procione fosse imparentato con molte specie differenti, come i cani, i gatti e, in particolare, gli orsi. Carl Linnaeus, il padre della moderna tassonomia, nella seconda edizione del suo Systema Naturae classificò il procione nel genere Ursus come Ursus cauda elongata ("orso dalla coda lunga"), mentre nella decima edizione come Ursus lotor ("orso lavatore"). Nel 1780 Gottlieb Conrad Christian Storr classificò il procione in un genere proprio chiamato Procyon che può essere tradotto come "prima del cane" o "simile a un cane". È anche possibile che Storr avesse in mente lo stile di vita notturno di questo animale: fu forse per questo che scelse di attribuirgli il nome della stella Procione.

## Evoluzione

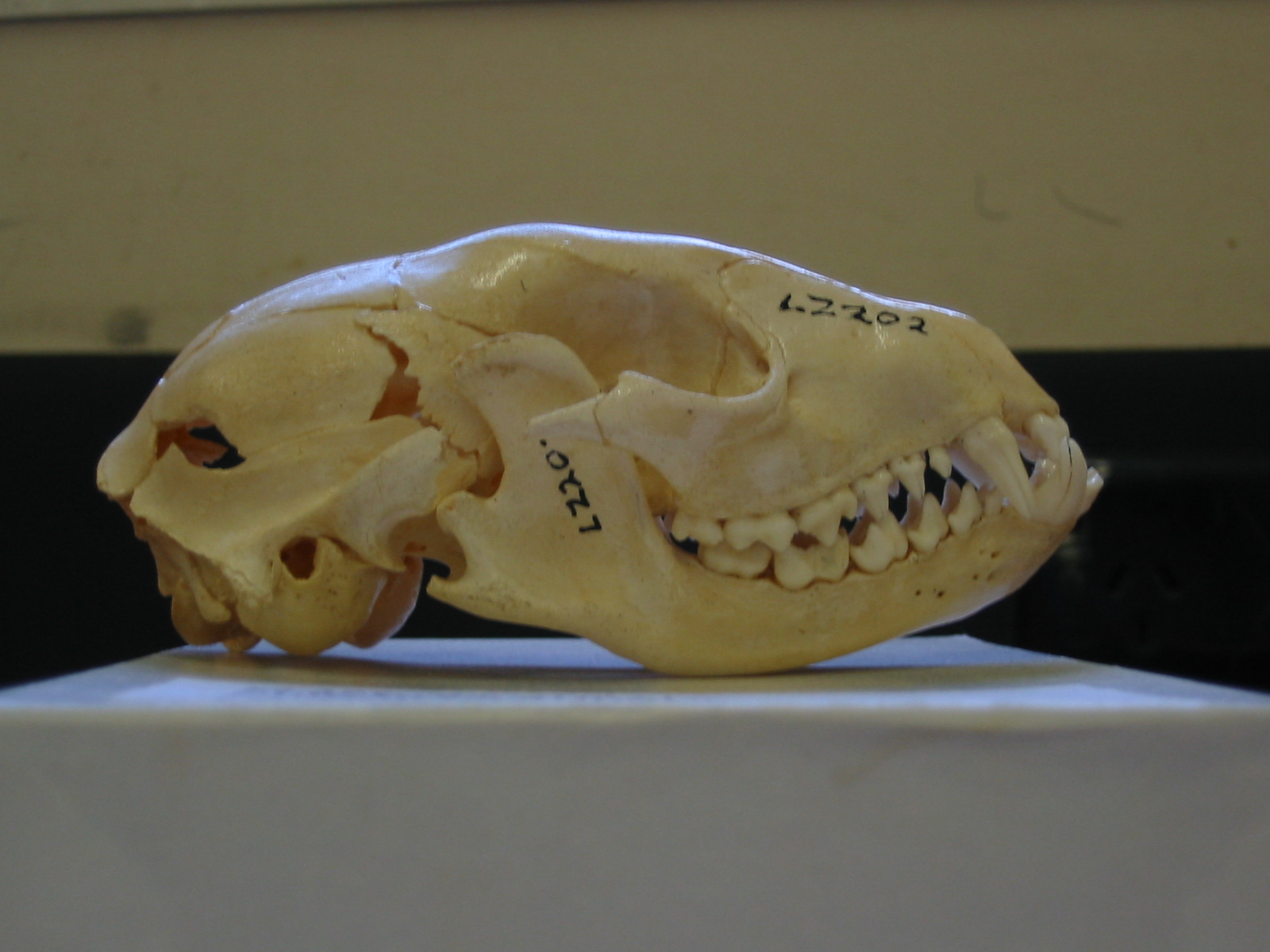
Teschio di procione: 2/2 molari, 4/4 premolari, 1/1 canini, 3/3 incisivi (da sinistra a destra)

Sulla base dei fossili trovati in Francia e in Germania la scienza ritiene che i primi membri della famiglia dei Procionidi vivessero in Europa nel tardo Oligocene, circa 25 milioni di anni fa. La somiglianza nella dentatura e nei teschi suggerisce che i Procionidi e i Mustelidi abbiano degli antenati in comune, ma le analisi molecolari rivelano una parentela più stretta fra i procioni e gli orsi. Almeno 6 milioni di anni più tardi, dopo aver attraversato lo Stretto di Bering, la popolazione di Procionidi più consistente dell'epoca migrò probabilmente in America Centrale. Il coati (genere Nasua e Nasuella) e il procione (genere Procyon), comparsi tra i 5 e i 6 milioni di anni fa, discendono probabilmente entrambi da una specie del genere Paranasua. Questa assunzione, basata sulla comparazione morfologica dei ritrovamenti fossili, è in conflitto con un'analisi genetica del 2006 da cui emergono più affinità con il genere Bassariscus. A differenza di altre specie, come il procione granchiaiolo (Procyon cancrivorus), circa 2.5 milioni di anni fa gli antenati del procione lasciarono le zone tropicali e subtropicali dell'America Centrale e migrarono più a nord. Questa migrazione è stata confermata dal ritrovamento di fossili nelle Grandi Pianure risalenti alla metà del Pliocene.

## Sottospecie

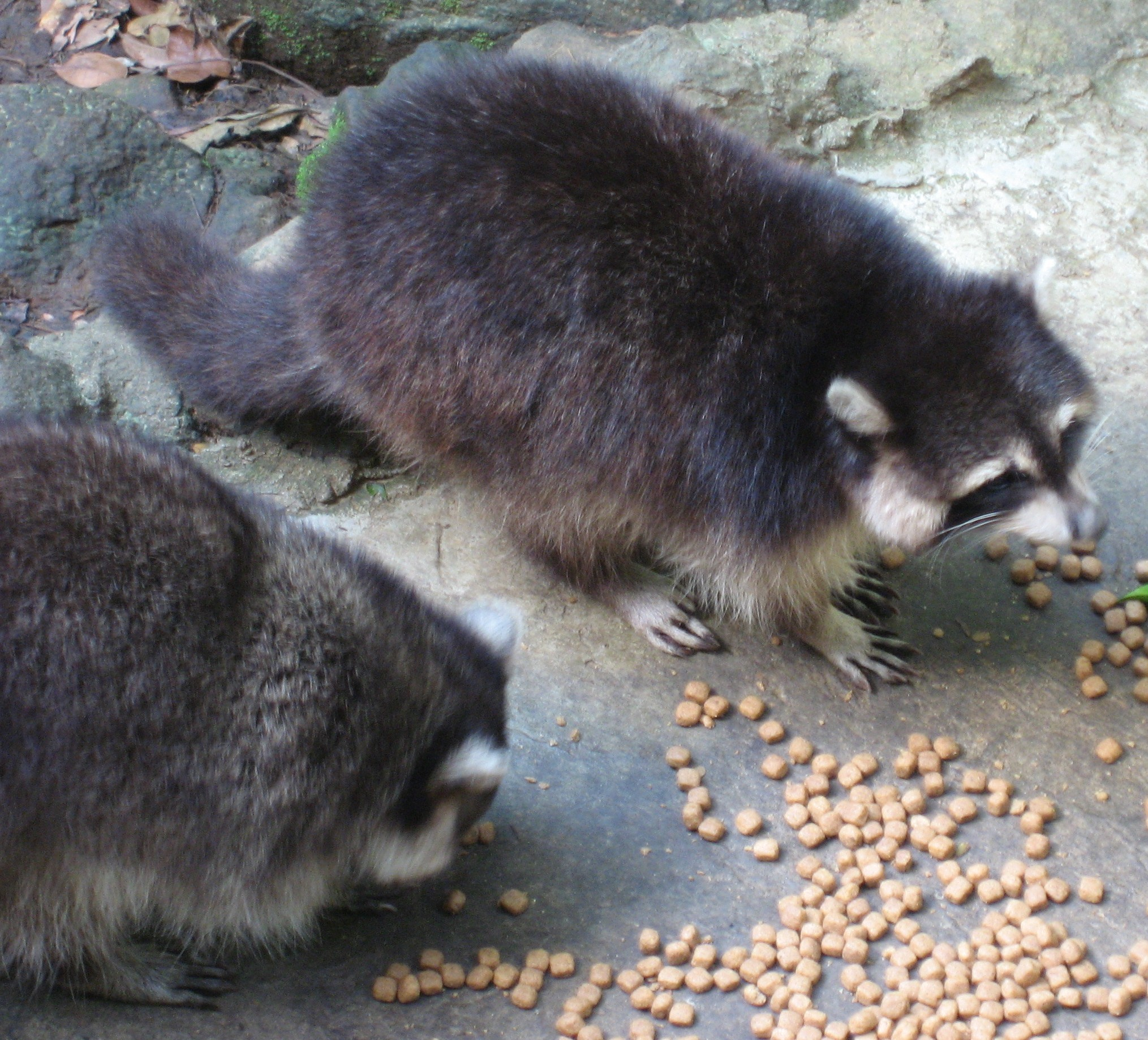
Esemplari di procione delle Guadalupe

Cinque specie di procione endemiche delle piccole isole dell'America Centrale e dei Caraibi erano considerate delle specie distinte dall'orsetto lavatore dopo la loro scoperta. Si tratta del procione delle Bahamas (Procyon maynardi), del procione delle Guadalupe (Procyon minor), che sono molto simili tra di loro, del procione di Tres Marias (Procyon insularis), che è più grande della media e ha un teschio angoloso, del procione di Cozumel (Procyon pygmaeus), che pesa solamente 3 o 4 kg e ha una dentatura visibilmente piccola, e dell'ormai estinto procione delle Barbados (Procyon gloveralleni). Ad esclusione del procione del Cozumel, in seguito a studi morfologici e genetici del 1999, del 2003 e del 2005, i procioni delle isole, compreso il procione delle Barbados, vennero tutti dichiarati sottospecie del procione nella terza edizione del Mammal Species of the World (2005).
Le quattro sottospecie più piccole, con un peso medio che varia da 1,8 a 2,7 kg, vivono lungo le coste meridionali della Florida e nelle isole adiacenti: tra queste ricordiamo il (Procyon lotor marinus).
La maggior parte delle altre 15 sottospecie differisce solo per il colore della pelliccia, le dimensioni e altre caratteristiche fisiche. Le due sottospecie più diffuse sono il Procyon lotor lotor e il Procyon lotor hiruts. Entrambi hanno un manto scuro e pelo lungo, ma il secondo è più grande del primo. Il Procyon lotor lotor è presente in tutti gli stati degli Stati Uniti e nelle province canadesi fino alla parte settentrionale del South Carolina e del Tennessee. L'areale del Procyon lotor hiruts copre invece tutti gli stati degli USA e tutte le province canadesi fino al Nord della Louisiana, del Nuovo Messico e del Texas.

## Descrizione

### Caratteristiche fisiche

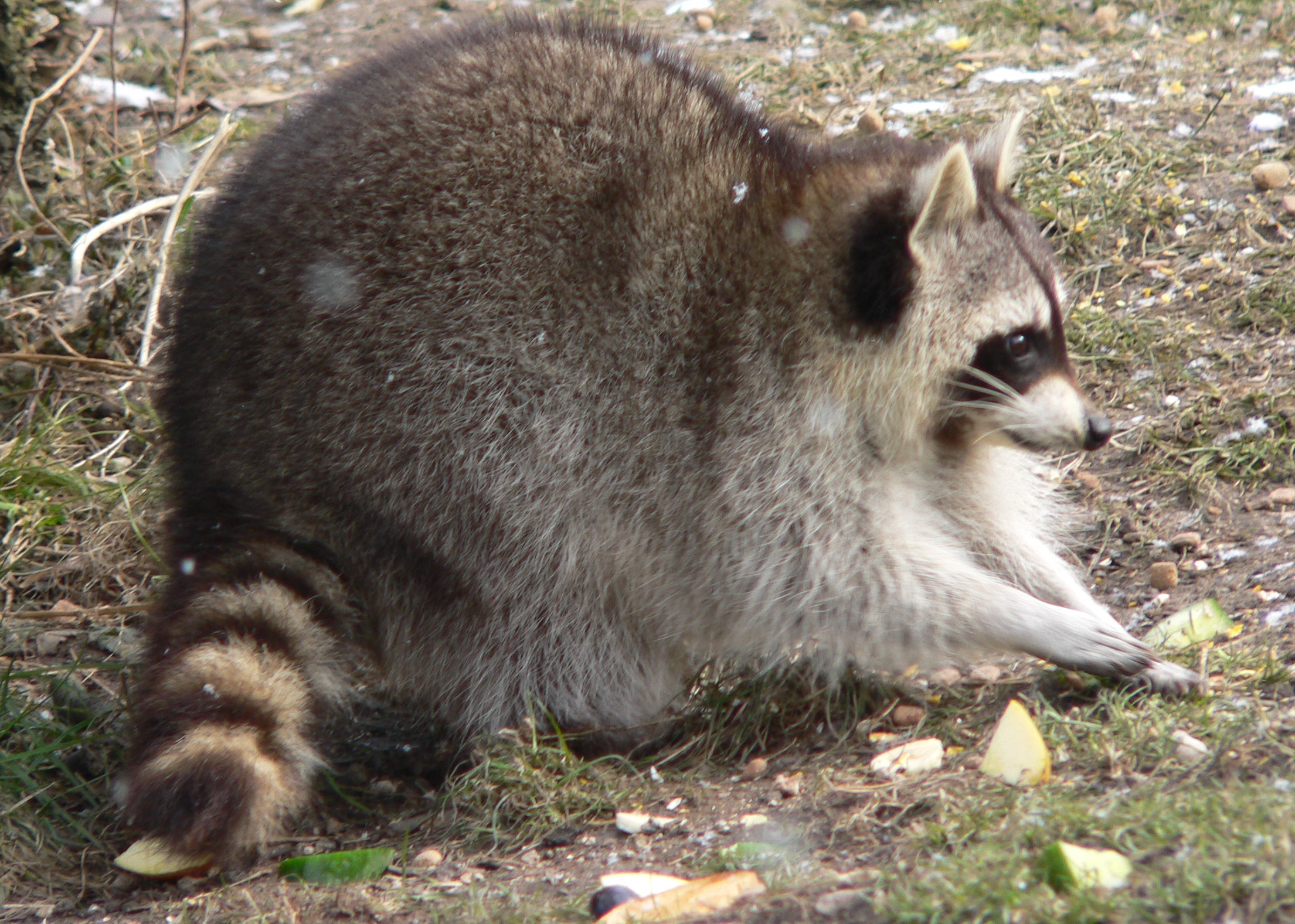
La coda del procione presenta degli inconfondibili anelli chiari e scuri alternati

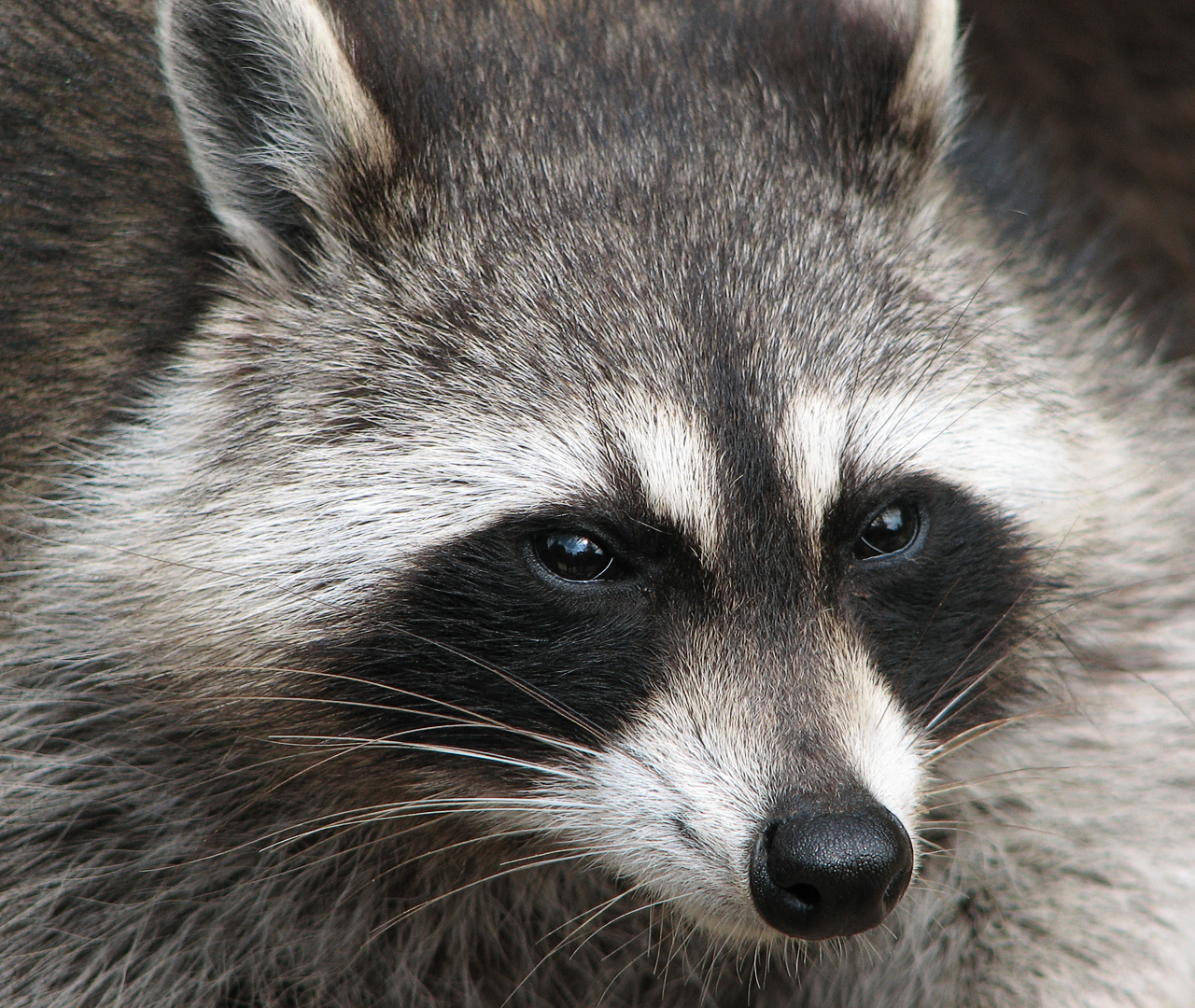
La mascherina attorno agli occhi del procione è spesso interrotta da una striscia bruno-nerastra che si estende dal naso alla fronte

Il procione è il rappresentante più grande dei procionidi: dalla testa alla parte posteriore, il procione misura dai 41 cm ai 71 cm, escludendo la folta coda, la cui lunghezza può variare tra i 19,2 cm e i 40,5 cm. Solitamente non supera però i 25 cm. L'altezza al garrese varia tra i 22,8 e i 30,4 cm. Il peso di un procione adulto cambia considerevolmente a seconda dell'habitat: può variare da un minimo di 1,8 kg a un massimo di 13,6 kg, anche se solitamente è compreso tra i 3,6 kg e i 9 kg. Gli esemplari più piccoli si trovano nel sud della Florida e i più grossi vivono ai limiti settentrionali dell'areale del procione. Il peso dei maschi è solitamente il 15-20% maggiore di quello delle femmine. All'inizio dell'inverno, grazie al grasso accumulato durante la bella stagione, il procione può arrivare a pesare il doppio che in primavera. L'esemplare selvatico più grosso di cui si abbia notizia scritta pesava ben 28 kg, in assoluto il peso più elevato mai registrato per un procione.
La caratteristica principale del procione è la mascherina di pelo nero attorno agli occhi, in forte contrasto con il colore bianco che la circonda. Essa sembra quasi ricordare la maschera di un bandito, particolare che ha sicuramente incoraggiato la sua reputazione di animale ladruncolo. Anche le orecchie, leggermente arrotondate, sono ricoperte di pelo bianco. Si ritiene che il procione riconosca l'espressione facciale e la postura degli altri membri della sua specie più rapidamente di altre grazie alla ricca colorazione del muso e agli inconfondibili anelli chiari e scuri che si alternano sulla coda. In altre parti del corpo, il rigido e lungo pelo esterno, che protegge la pelle dall'umidità, è grigiastro e, in parte, presenta delle sfumature marroni. I procioni con una pelliccia particolarmente scura sono più diffusi in Germania, perché individui con una colorazione simile erano tra quelli che vennero liberati in principio. Il folto sottopelo, la cui lunghezza varia dai 2 cm ai 3 cm, costituisce il 90% della sua pelliccia e lo isola dalle basse temperature.

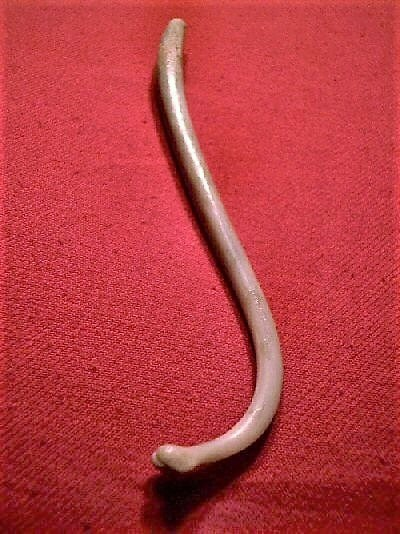
Osso penico di un procione

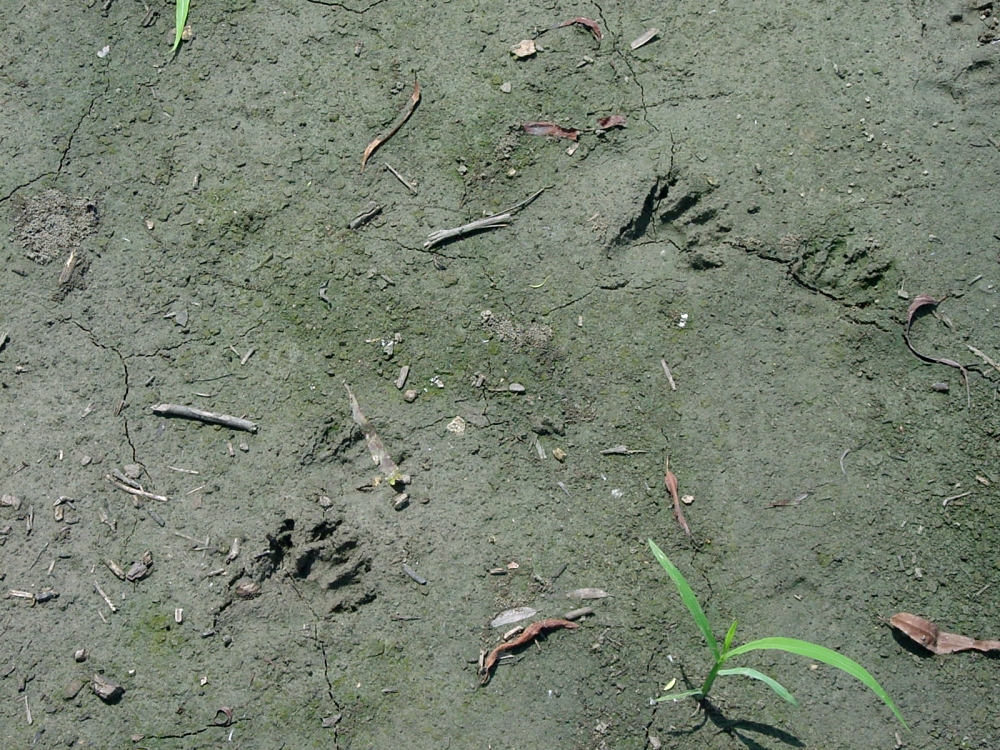
Impronte di procione

Il procione, la cui locomozione è considerata quella di un plantigrado, può sostenersi sulle zampe posteriori per analizzare gli oggetti con quelle anteriori, estremamente sensibili. Dal momento che ha zampe corte rispetto al torso, solitamente non riesce a correre molto velocemente o a compiere grandi balzi. La velocità più elevata che il Procyon lotor può raggiungere sulle corte distanze varia tra i 16 km/h e i 24 km/h. Il procione riesce a nuotare con una velocità media di 4.8 km/h e può rimanere in acqua per molte ore. Per scendere dagli alberi a testa in giù, abilità piuttosto inusuale per un mammifero di queste dimensioni, il procione ruota le sue zampe posteriori, in modo da avere un saldo punto di appoggio. Il procione ha un doppio sistema di raffreddamento per regolare la sua temperatura: infatti è in grado sia di sudare sia di ansimare per dissipare il calore. La dentatura, 40 denti di cui 2 molari, 4 premolari, 1 canino e 3 incisivi, è adatta alla sua alimentazione onnivora: i carnassiali non sono così affilati come quelli dei carnivori, mentre i molari non sono così ampi come quelli degli erbivori. L'osso del pene del maschio è lungo circa 10 cm e viene spesso utilizzato dai biologi per classificare lo stato riproduttivo dei vari esemplari.
Ben 10 dei 13 versi vocali identificati sono usati nella comunicazione tra le madri e i loro cuccioli: tra questi vi è il cinguettio simile a quello degli uccelli dei neonati.

### Sensi

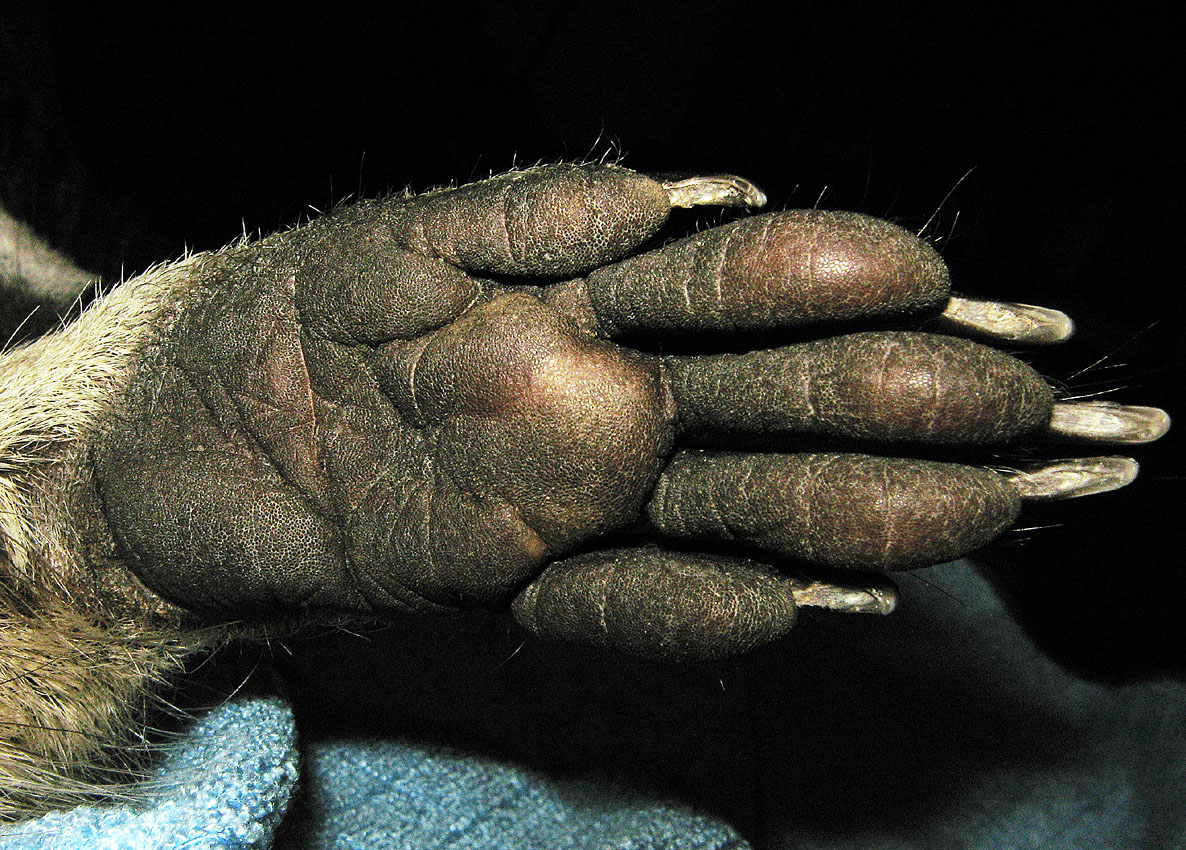
Parte inferiore delle zampe anteriori del Procyon lotor, con vibrisse ben visibili sulla punta delle dita

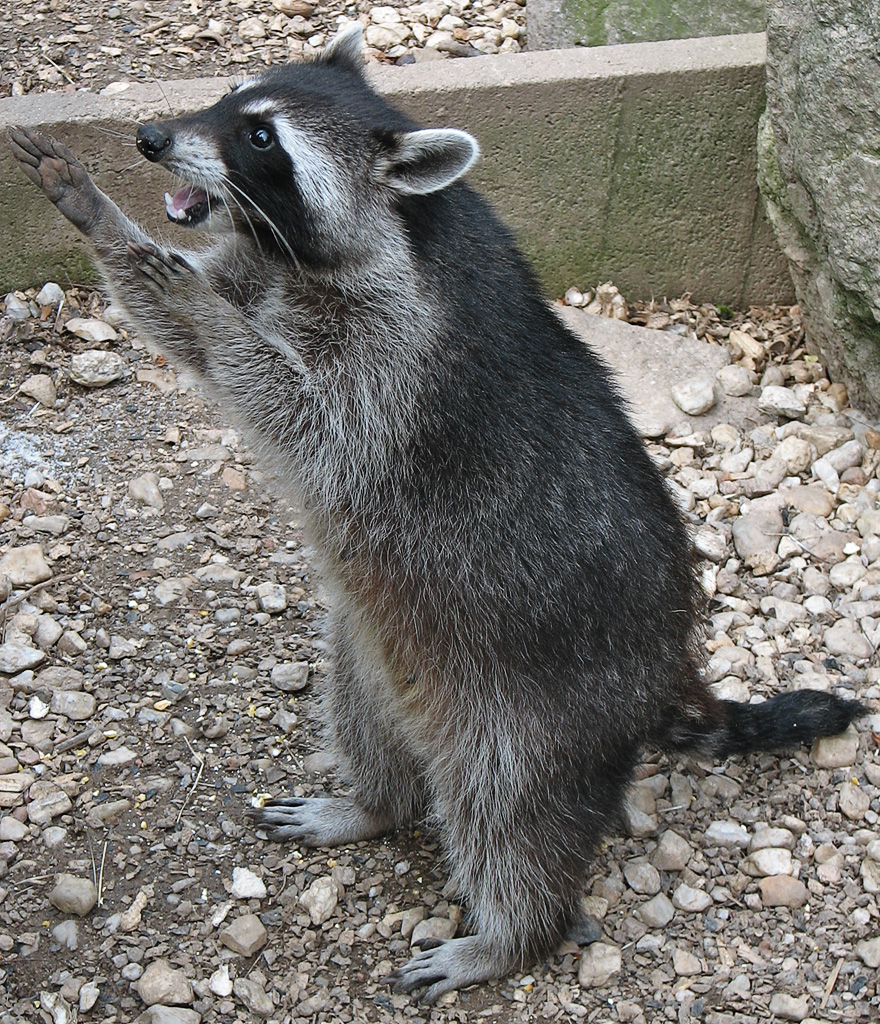
Il procione è in grado di sostenersi sugli arti posteriori: questo gli permette di analizzare gli oggetti con le zampe anteriori

Il senso più sviluppato nel procione è quello del tatto. Le ipersensibili zampe anteriori sono protette da uno strato corneo che diventa flessibile quando è bagnato, mentre le cinque dita che le compongono non hanno membrane interdigitali tra di loro, il che è inusuale per un carnivoro. Quasi i due terzi dell'area preposta alla percezione nella corteccia cerebrale del Procyon lotor sono adibiti ad interpretare gli impulsi tattili, più dunque che in ogni altro animale studiato fino ad oggi. Sappiamo che è in grado di identificare gli oggetti prima di toccarli con le vibrisse localizzate sopra alle sue unghie affilate e non retraibili. Le zampe anteriori non hanno un pollice opponibile e per questo non hanno l'abilità di quelle dei primati. Non è noto come mai non si osservino effetti negativi sulla percezione tattile delle zampe quando un procione rimane per ore in acque di temperature inferiori ai 10 °C.
Si ritiene che il procione sia scarsamente capace di distinguere i colori se non totalmente discromatopsico, sebbene i suoi occhi si siano ben adattati a percepire la luce verde. Nonostante la sua accomodazione di 11 diottrie sia comparabile a quella dell'uomo e il procione riesca a vedere bene nella penombra grazie al tapetum lucidum posto dietro alla retina, la percezione visiva è di secondaria importanza a causa della debolezza della vista su lunghe distanze.
Oltre ad essere utile per orientarsi, l'olfatto è anche uno strumento di comunicazione. Le secrezioni delle ghiandole, in particolare delle ghiandole anali, l'urina e le feci sono infatti utilizzate per marcare il territorio.
Grazie al suo udito il Procyon lotor riesce a percepire una vasta gamma di suoni, inclusi gli ultrasuoni fino a 50-85 kHz e i rumori più quieti, come quelli prodotti dai vermi nel sottosuolo.

## Biologia

### Comportamento
Il procione è un animale tipicamente notturno.
È molto abile nell'arrampicarsi e vive prevalentemente sugli alberi o comunque nelle foreste, nei pressi di laghi o fiumi. È capace di vivere anche sottoterra.

#### Socialità

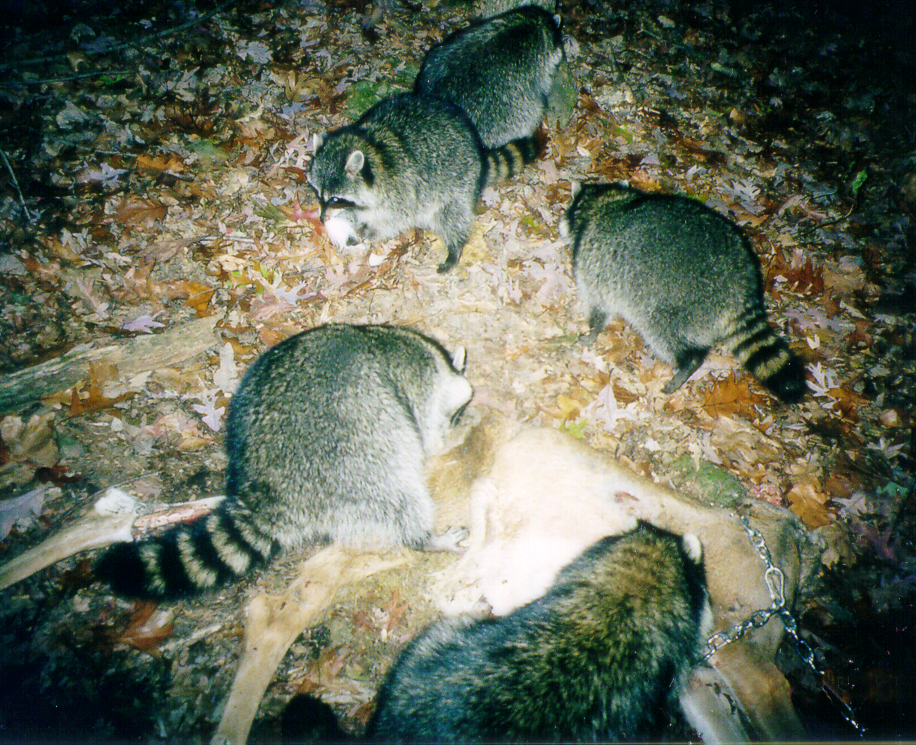
Esemplari di procione che mangiano insieme

Alcuni studi condotti negli anni novanta dall'etologo Stanley D. Gehrt e da Ulf Hohmann mostrano che il procione assume comportamenti sociali specifici a seconda del genere e che non è quindi un animale tipicamente solitario, come si riteneva in precedenza. Le femmine imparentate spesso vivono insieme nella cosiddetta fission-fusion society : in parole povere, dividono un'area comune e occasionalmente si incontrano nei luoghi dove si cibano e si riposano. I maschi anche non imparentati spesso formano dei gruppi sociali maschili per mantenere i loro privilegi sociali contro i maschi stranieri durante la stagione degli amori o contro altri potenziali invasori. I gruppi di questo tipo solitamente non contano più di quattro esemplari. Dal momento che alcuni maschi mostrano un atteggiamento aggressivo verso i cuccioli con cui non hanno legami di parentela, le madri di procione si isolano con i piccoli fino a quando questi ultimi non sono abbastanza grandi per difendersi da soli. Riferendosi a questi tre tipi principali di comportamenti sociali, Hohmann chiama la loro struttura sociale una società di tre classi. Samuel I. Zeveloff, professore di zoologia alla Weber State University e autore del libro Raccoons: A Natural History, è più cauto in quest'interpretazione e conclude che almeno le femmine sono solitarie per la maggior parte del tempo e che, in accordo con gli studi condotti da Erik K. Fritzell nel Dakota del Nord nel 1978, nelle aree dove vi sono popolazioni meno dense anche i maschi lo sono.
La forma e la dimensione del territorio del procione variano a seconda del genere e dell'habitat. Gli esemplari adulti hanno un territorio che è grande più del doppio di quello degli esemplari più giovani. Mentre le dimensioni del territorio del Procyon lotor nelle inospitali praterie del Nord Dakota variano tra i 6.7 e i 49.5 km2 per i maschi e tra i 2.3 e i 16.3 km2 per le femmine, la dimensione media in una palude al Lago Erie è di 0.49 km2. Indipendentemente dal fatto che i territori di gruppi adiacenti si sovrappongano o meno, eccetto che nella stagione degli accoppiamenti non vengono difesi attivamente se il cibo è sufficiente per tutti. Si ritiene che i segnali olfattivi lasciati su punti in rilievo servano al proposito di stabilire i confini del proprio territorio e di identificare gli individui. Le urine e le feci lasciate in latrine comuni possono fornirci delle ulteriori informazioni sui luoghi dove i procioni si cibano, dal momento che è stato osservato che i procioni vi fanno spesso ritorno per mangiare insieme, riposare e giocare.

#### L'abitudine di "lavare il cibo"

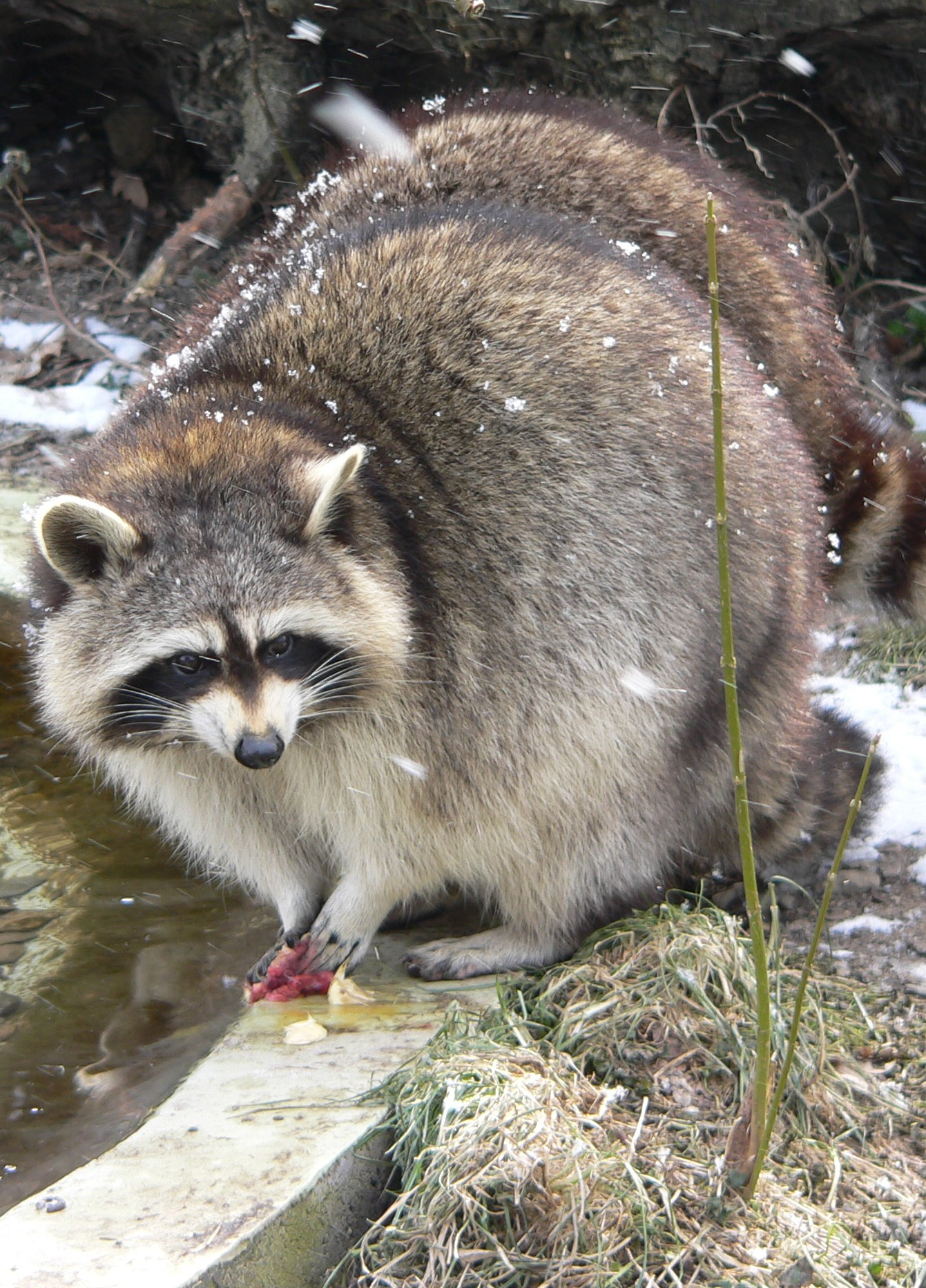
Un esemplare di procione mentre "lava" del cibo in acqua

In cattività è stato osservato il curioso modo del Procyon lotor di immergere nell'acqua o sfregare nell'erba il cibo come per lavarlo (da questo il nome "orsetto lavatore"). Il procione tasta il cibo e altri oggetti con le zampette anteriori per esaminarli o per rimuovere parti indesiderate e, in effetti, la sensibilità al tatto viene accresciuta se queste azioni vengono compiute sott'acqua, grazie al fatto che l'acqua ammorbidisce lo strato corneo che copre le zampe. Tuttavia, il comportamento osservato nei procioni in cattività di prendere il cibo e portarlo alla pozza d'acqua più vicina per "lavarlo" prima di mangiarlo non è stato osservato negli esemplari selvatici. Il naturalista Georges-Louis Leclerc, Comte de Buffon (1707 – 1788) credeva che il procione non disponesse di un'adeguata salivazione per inumidire il cibo e che per questo dovesse bagnarlo, ma quest' assunzione è certamente non corretta. I procioni in cattività lavano il loro cibo più frequentemente quando una pozza d'acqua con la forma simile a quella di un fiume non è più lontana di 3 metri da loro. La teoria più condivisa è che quella di lavare alcuni alimenti sia un'azione istintiva che imita la ricerca di cibo lungo le rive dei fiumi. Quest'affermazione è sostenuta dall'osservazione che alcuni cibi vengono lavati più frequentemente di altri. Non si ritiene plausibile, invece, che il procione immerga il cibo nell'acqua al fine di pulirlo. Gli esperti mettono in dubbio l'attendibilità di osservazioni di esemplari selvaggi che lavavano il loro cibo.

#### Intelligenza
Pochi studi sono stati intrapresi per comprendere le abilità mentali del procione, la maggior parte dei quali basati sul senso del tatto dell'animale. In uno studio condotto dall'etologo H.B.Davis nel 1908, si evidenziava come il procione fosse capace di aprire 11 su 13 serrature in meno di 10 tentativi e non avesse problemi a ripetere l'operazione quando le serrature venivano richiuse o addirittura capovolte. David concluse che il procione capiva i complicati meccanismi delle serrature e che la sua velocità di apprendimento era equivalente a quella del Macaca mulatta. Ulteriori studi nel 1963, nel 1973, nel 1975 e nel 1992 si concentrarono sulla memoria del Procyon lotor e dimostrarono che era in grado di ricordare la soluzione dei compiti assegnatigli per più di tre anni. Uno studio condotto da B. Pohl nel 1992 mostrò come il procione fosse capace di separare simboli diversi e riconoscere simboli uguali tre anni dopo una breve, iniziale, fase di apprendimento. Stanislas Dehaene scrive nel suo libro The Number Sense che il procione è in grado di distinguere scatole contenenti 2 o 4 chicchi d'uva da scatole che ne contengono 3.

### Alimentazione

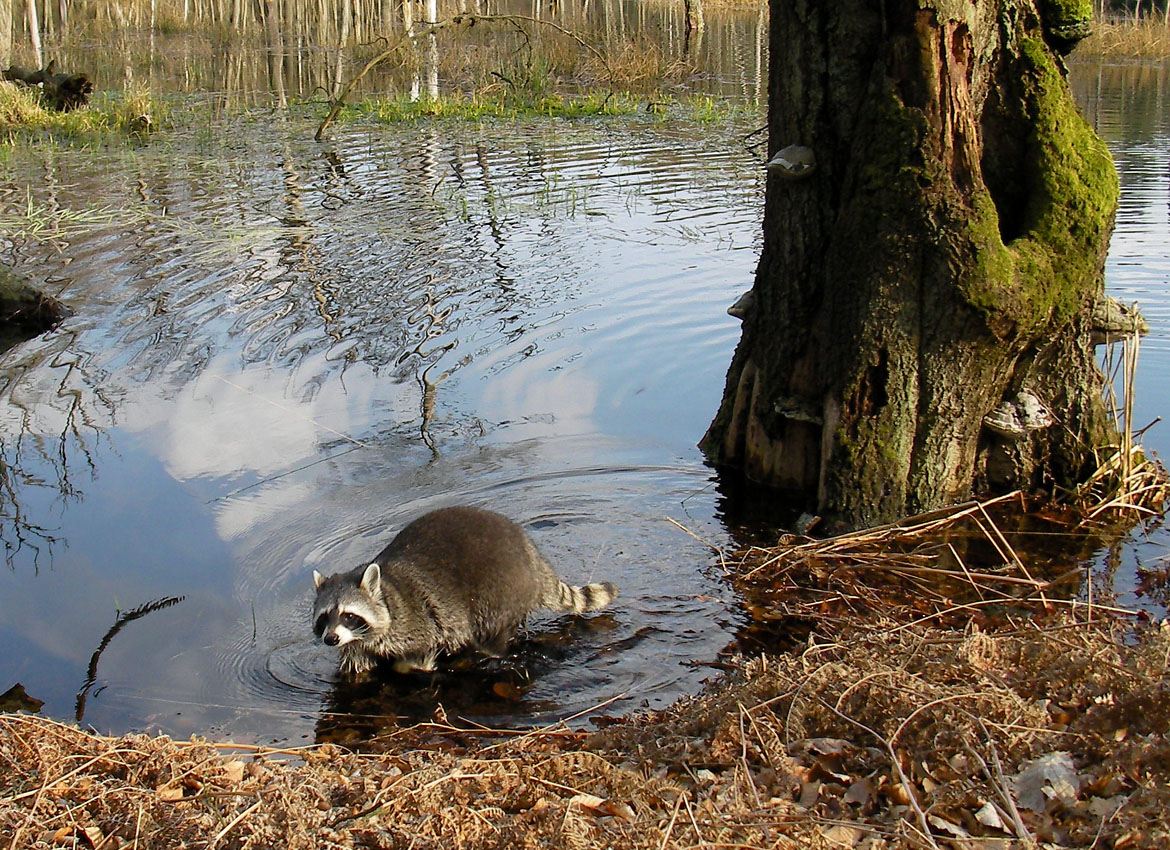
Un procione alla ricerca di cibo sulle rive di un lago

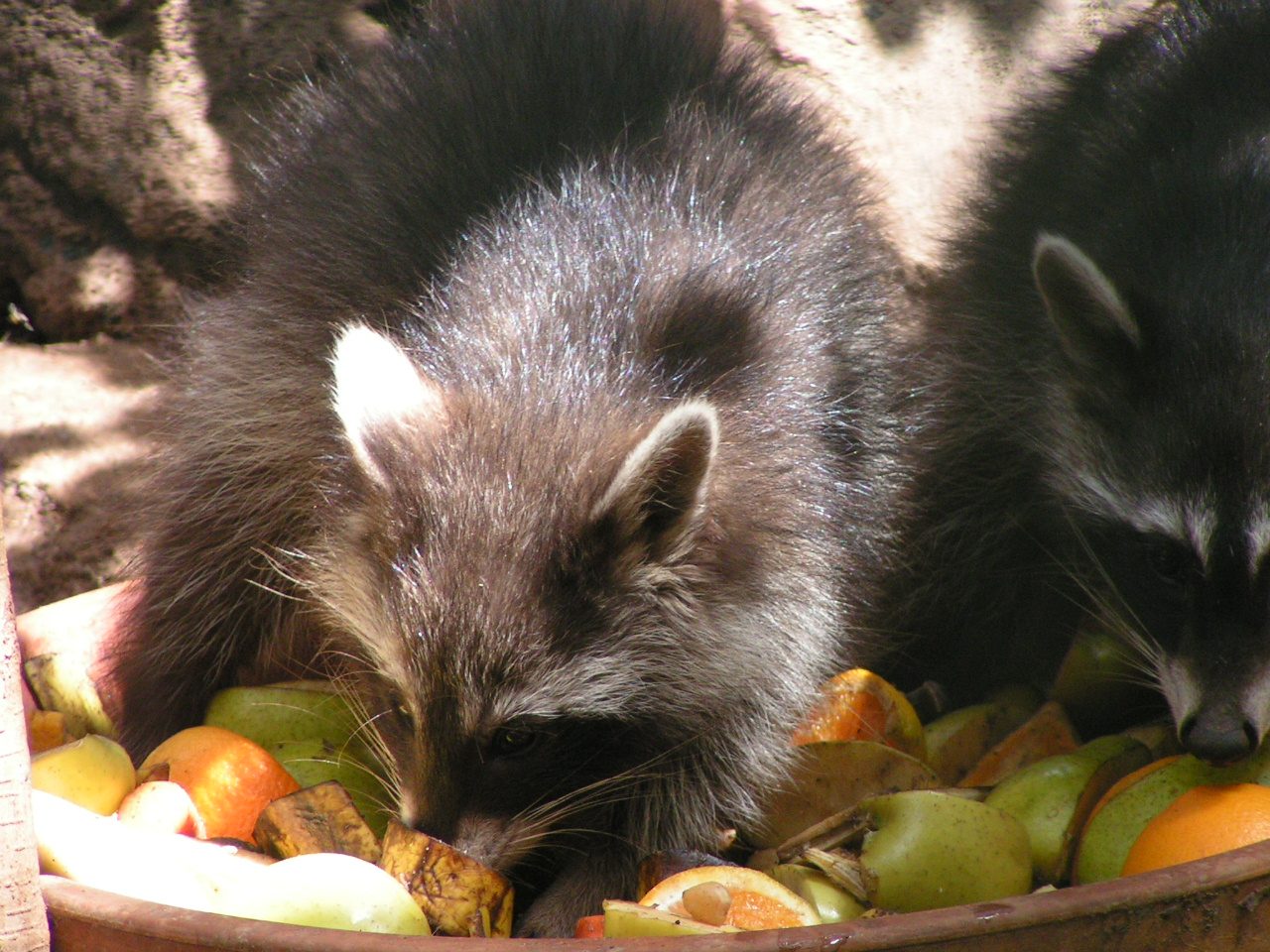
Esemplari di procione intenti a mangiare della frutta

Sebbene sia un animale tipicamente notturno, il procione qualche volta è attivo anche alla luce del giorno per sfruttare le risorse di cibo disponibili. Il Procyon lotor è onnivoro: la sua dieta consiste per il 40% di invertebrati, per il 33% di piante e per il 27% di vertebrati (pesci, anfibi e roditori). Poiché la sua dieta è caratterizzata da una così grande varietà di cibi diversi, Zeveloff afferma che il procione "potrebbe benissimo essere uno degli animali più onnivori del mondo" (in lingua originale: "may well be one of the world's most omnivorous animals").
Nonostante la sua dieta in primavera e all'inizio dell'estate consista per lo più di insetti, vermi e di altri animali già disponibili nei primi mesi dell'anno, il Procyon lotor preferisce frutta fresca e frutta secca, come ghiande e noci, che maturano in tarda estate e in autunno e rappresentano una ricca fonte di calorie per fabbricare il grasso necessario per l'inverno. Contrariamente alle credenze popolari, il procione si nutre di prede grandi come uccelli o mammiferi solo occasionalmente, perché preferisce prede più facili da catturare, quali pesci e anfibi. Quando c'è abbondanza di cibo, il procione può sviluppare forti preferenze personali per tipi di alimenti specifici. Nella parte settentrionale del suo areale, il procione va in letargo, riducendo drasticamente le sue attività per tutto il tempo che la coltre di neve invernale rende impossibile la ricerca del cibo.

### Riproduzione

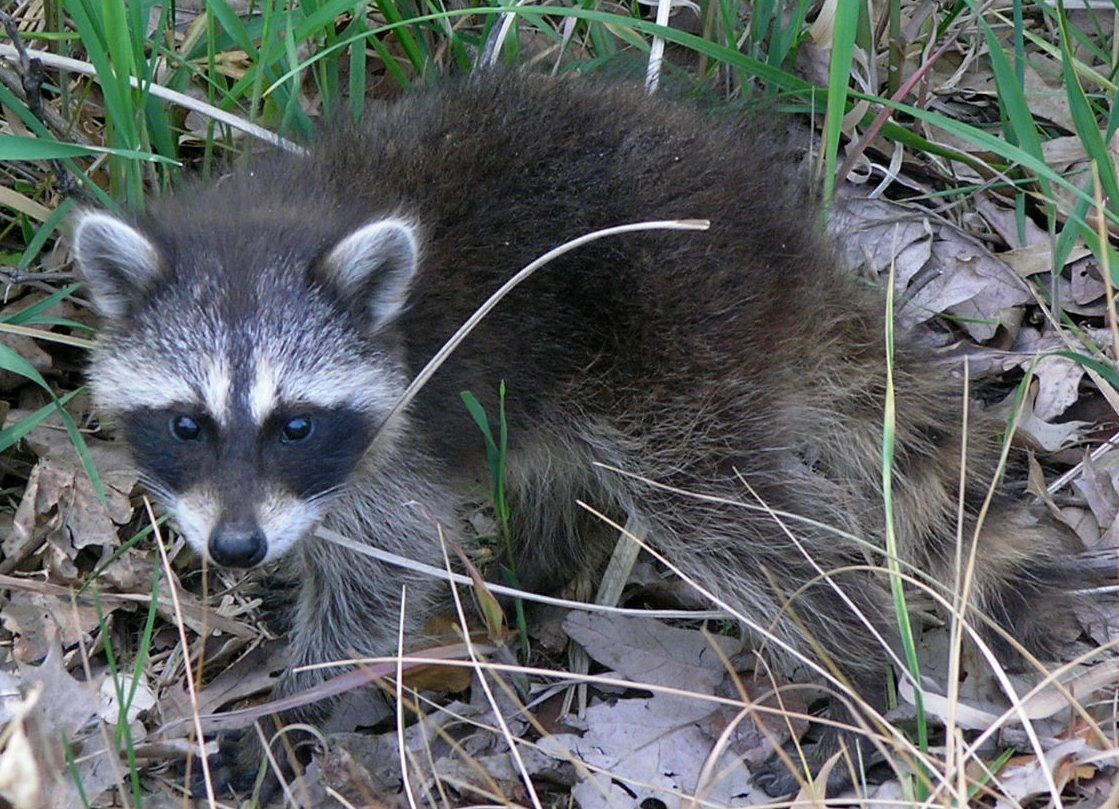
Un piccolo di procione di circa otto settimane

Il procione solitamente si accoppia in un periodo caratterizzato dall'aumento della luce diurna, tra la fine di gennaio e la metà di marzo. Tuttavia ci sono notevoli differenze regionali che non sono completamente esplicabili dalle condizioni solari. Ad esempio, è noto che i procioni degli stati più a Sud si accoppiano tipicamente più tardi della media. Tuttavia, anche nel Manitoba la stagione degli accoppiamenti comincia più tardi del solito, a marzo, per estendersi poi fino a giugno. Durante la stagione degli accoppiamenti, i maschi si aggirano nel loro territorio in cerca di femmine, nel tentativo di corteggiarle durante il periodo di tre o quattro giorni in cui è possibile il concepimento. L'atto della copulazione, inclusi i preliminari, può durare più di un'ora e viene ripetuto per più notti. Si ritiene che i membri più deboli di un gruppo sociale maschile abbiano l'opportunità di accoppiarsi quando gli individui più forti non riescano a farlo con tutte le femmine disponibili. In uno studio condotto nel Sud del Texas durante la stagione degli amori dal 1990 al 1992, circa un terzo delle femmine si accoppiò con più di un maschio. Se una femmina non rimane incinta o se perde i suoi piccoli presto, talvolta diventa di nuovo fertile dagli 80 ai 140 giorni dopo.

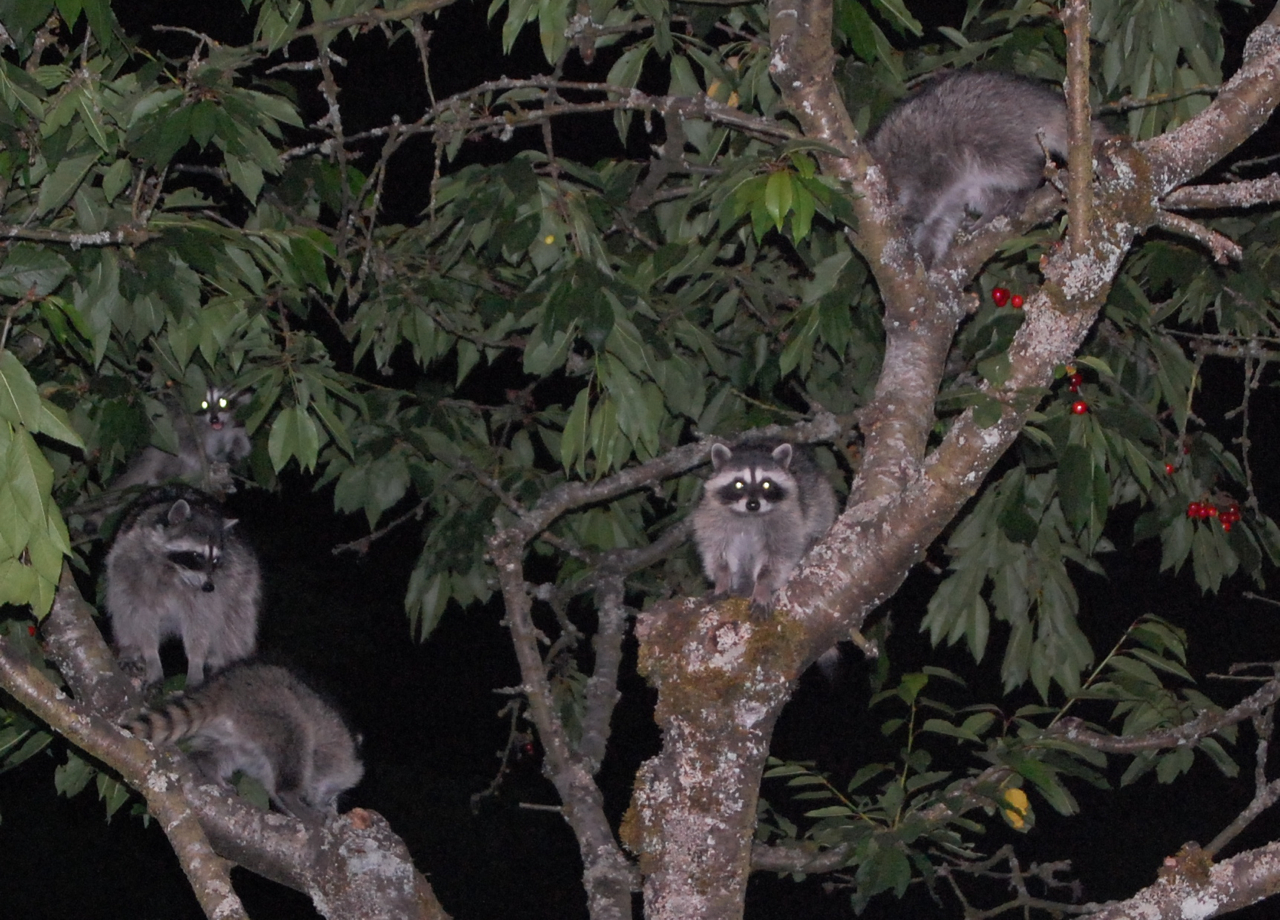
Un procione femmina con i suoi 4 cuccioli su di un ciliegio

Dopo circa 63-65 giorni di gestazione (la gestazione può comunque durare anche da 54 a 70 giorni), viene data alla luce una cucciolata che tipicamente va dai 2 ai 5 piccoli. La dimensione media della cucciolata varia molto con l'habitat, e va dai 2,5 cuccioli in Alabama ai 4,8 cuccioli nel Nord Dakota. Cucciolate più grandi si hanno di solito nelle zone dove la mortalità è più elevata a causa, ad esempio, della caccia o degli inverni più rigidi. Mentre i nuovi maschi nati nell'anno raggiungono la loro maturità sessuale quando ormai la stagione principale degli accoppiamenti è finita, le giovani femmine possono riprodursi nello stesso anno di nascita e compensano in questo modo all'alta mortalità dei piccoli: fino al 50% dei cuccioli nati in un anno può essere figlio di femmine nate in quell'anno stesso. Il maschio non si prende cura dei piccoli, che sono così affidati totalmente alla madre. I piccoli sono ciechi e sordi alla nascita, ma la loro mascherina di pelo nero è già ben visibile contro la pelliccia chiara. Il peso alla nascita dei cuccioli varia tra i 65 e i 70 g, mentre la lunghezza è intorno ai 9 cm. Il loro canale auditivo si apre tra i 19 e i 23 giorni dopo la nascita e qualche giorno dopo i piccoli procioni aprono gli occhi per la prima volta. Una volta che i piccoli raggiungono il peso di circa 1 kg, incominciano ad uscire dalla tana e dopo circa 6-9 settimane iniziano a consumare cibo solido. A quel punto, la madre incomincia ad allattarli con meno frequenza. Di solito i piccoli sono svezzati dopo 16 settimane. In autunno, dopo che la madre ha mostrato loro i territori in cui possono trovare il cibo e costruirsi una tana, il gruppo dei giovani procioni si divide. Mentre molte femmine rimangono vicine al territorio della madre, i maschi possono talvolta distanziarsi per più di 20 km. Questo è considerato un comportamento istintivo, volto a prevenire l'unione con i propri consanguinei. Comunque, la madre e la propria prole possono anche condividere la tana durante il primo inverno nelle zone più fredde.

### Aspettativa di vita
È noto che alcuni procioni in cattività sono vissuti per più di 20 anni. Invece in natura l'aspettativa di vita media del procione varia tra gli 1,8 e i 3,1 anni, a seconda delle condizioni locali, valutate in termini di traffico, caccia e severità del tempo atmosferico. A volte solo la metà dei nuovi nati riesce a sopravvivere per tutto l'anno e dopo il primo anno il tasso di mortalità si abbassa al 10-30%. I giovani procioni spesso sono vulnerabili alla perdita della madre e muoiono per fame, specialmente negli inverni più lunghi e rigidi. La principale causa di morte dei procioni nel Nord America è il cimurro, che può anche raggiungere porzioni epidemiche e uccidere la maggior parte di una popolazione locale di procioni. Il traffico particolarmente intenso e la caccia molto estesa possono, in alcune aree, essere responsabili del 90% della morte dei procioni. I principali predatori del procione sono la lince rossa, il coyote e il gufo della Virginia, che solitamente cacciano gli individui più giovani. Nella baia di Chesapeake il procione è il mammifero più cacciato dall'aquila di mare testabianca. In ogni caso, la caccia da parte dei predatori non costituisce una causa di morte significativa per il procione, soprattutto perché i grandi predatori sono stati sterminati in molte zone del suo areale.

## Distribuzione e habitat

### Distribuzione
nativo
     introdotto

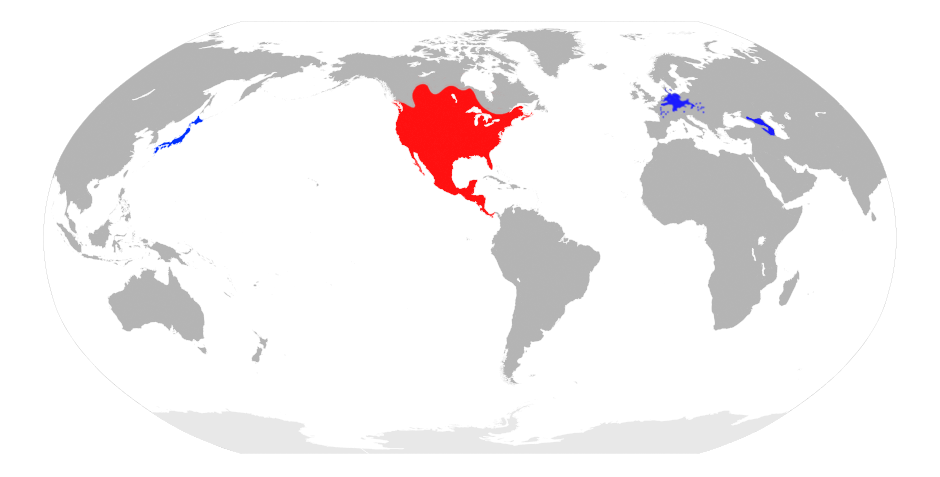
Areale del procione
nativo
introdotto

L'areale della specie comprende il sud del Canada, buona parte degli Stati Uniti, il Messico e parte dell'America centrale sino a Panama.
Verso la metà del XX secolo il procione è stato deliberatamente introdotto anche in Francia, in Germania, nelle regioni del Caucaso e in Giappone.
Nella Francia settentrionale, diversi procioni furono liberati da militari della U.S. Air Force vicino alla Laon-Couvron Air Base (una ex base congiunta franco-americana nel dipartimento dell'Aisne) nel 1966.
A seguito di alcuni avvistamenti e catture lungo il corso dell'Adda tra il 2004 e il 2008, si ipotizza che la specie abbia attraversato le Alpi e si stia diffondendo in Lombardia. Confermata la presenza e la cattura lungo il corso dell'Adda a Cassano nel 2010. A tal proposito, dal 2016 è in atto un’operazione di bonifica volta ad eradicare questa colonia, considerata pericolosa per la biodiversità della zona. Nel novembre 2019 è stata diramata la notizia della quasi completa eradicazione e l'operazione dovrebbe concludersi entro il 2020.

#### Nord America

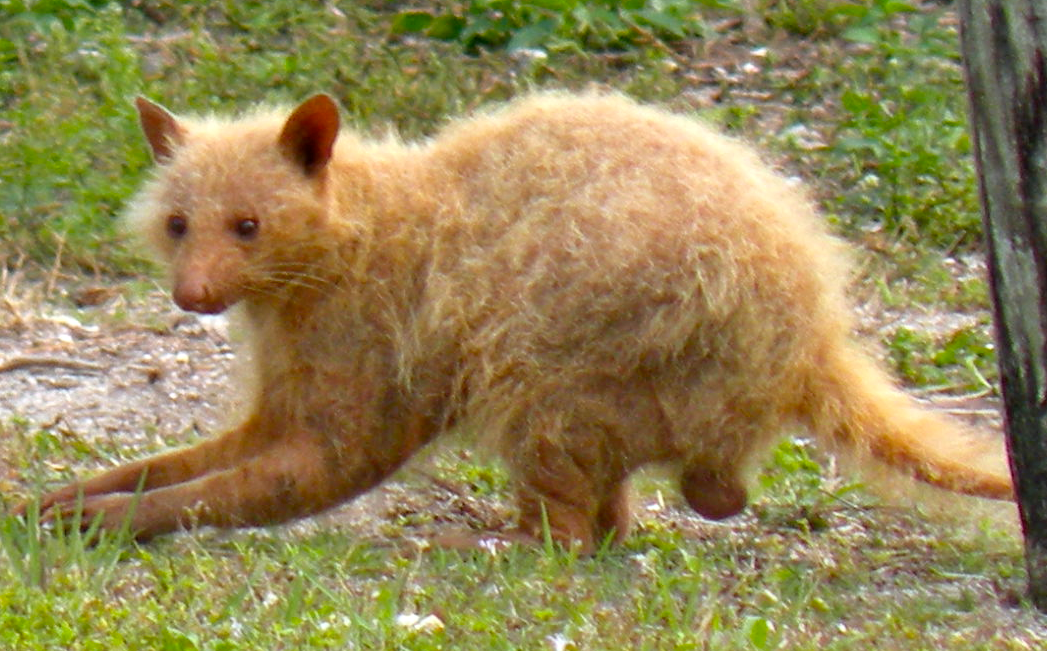
Un procione della Florida (Procyon lotor elucus) albino a Virginia Key, Florida.

I procioni sono diffusi in tutta l'America settentrionale, dal Canada a Panama, dove la specie Procyon lotor pumilus coesiste con il procione cancrivoro (Procyon cancrivorus). La popolazione su Hispaniola venne sterminata entro il 1513 dai coloni spagnoli che li cacciavano per la loro carne. I procioni vennero cacciati fino all'estinzione anche a Cuba e in Giamaica, dove gli ultimi avvistamenti furono riportati nel 1687. Quando vennero classificati come specie distinte, il procione delle Bahamas, il procione di Guadalupa e il procione di Tres Marias vennero inclusi nella lista delle specie in pericolo dall'Unione internazionale per la conservazione della natura nel 1996.
Vi sono prove archeologiche che nell'era precolombiana i procioni prosperavano numerosi solamente nei dintorni dei fiumi e nei boschi degli Stati Uniti meridionali. Poiché i procioni non vennero menzionati nei primi resoconti dei pionieri americani che esploravano la parte centrale e settentrionale degli attuali Stati Uniti d'America, la loro diffusione in queste aree probabilmente cominciò nella seconda metà del XIX secolo. Fin dagli anni 1950, i procioni si erano diffusi dall'Isola di Vancouver —precedentemente il limite massimo settentrionale della loro diffusione— fino alla porzione settentrionale delle quattro province centro-meridionali del Canada. Tra gli habitat in cui si sono recentemente insediati i procioni (a parte le aree urbane) vi sono le Montagne Rocciose occidentali, praterie e paludi costiere. Dopo l'esplosione di popolazione cominciata negli anni 1940, si stima che la popolazione di procioni nel Nord America sia cresciuta a tal punto che negli anni 1980 fosse addirittura dalle 15 alle 20 volte superiore a quella degli anni '30, quando ancora i procioni erano relativamente rari. L'urbanizzazione (grazie alla quale possono trovare facilmente grandi quantità di cibo), l'espansione dell'agricoltura, l'introduzione deliberata e la caccia ai loro predatori naturali ha incrementato notevolmente il numero e la diffusione dei procioni.

#### Germania

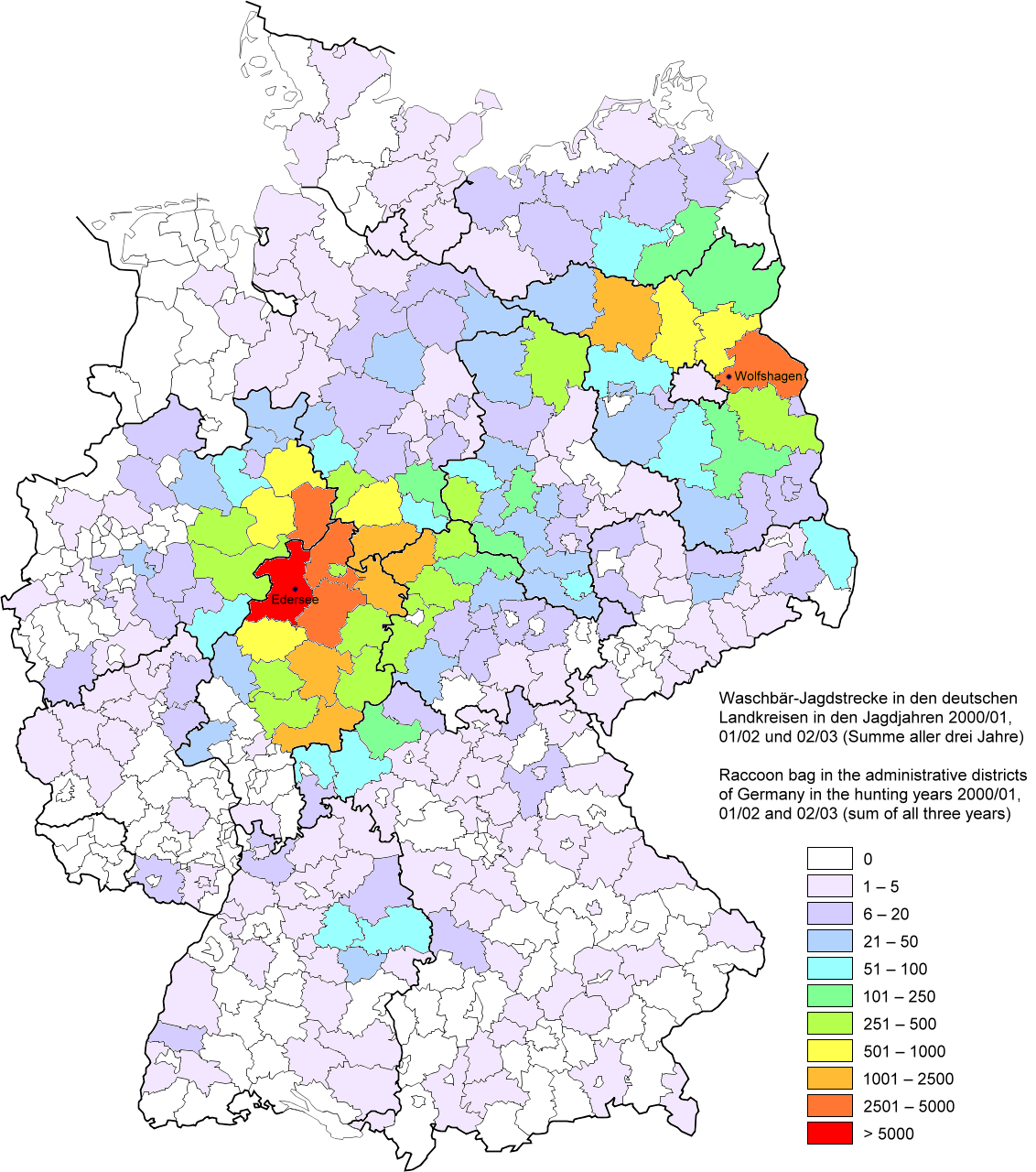
Distribuzione in Germania: procioni uccisi o rinvenuti morti dai cacciatori nelle stagioni di caccia 2000–01, 2001–02 e 2002–03 nei vari distretti amministrativi tedeschi.

La Germania ospita la più numerosa popolazione al mondo di procioni al di fuori del Nord America come risultato di fughe da allevamenti e di introduzioni deliberate nella metà del XX secolo.
In lingua tedesca il procione viene chiamato Waschbär, letteralmente "orso lavatore", per via della sua abitudine di "lavare" il cibo in acqua. Due coppie di procioni vennero rilasciate nella campagna tedesca nella riserva di Edersee nel nord dell'Assia nell'aprile 1934 da una guardia forestale su richiesta del proprietario, un allevatore di pollame; il forestale rilasciò gli animali due settimane prima di ricevere il permesso dall'ufficio della caccia prussiano di "arricchire la fauna." Tentativi precedenti di introdurre il procione in Germania non avevano avuto successo. Una seconda popolazione di procioni venne introdotta accidentalmente nella Germania orientale nel 1945 quando 25 esemplari riuscirono a scappare da un allevamento per produzione di pellicce a Wolfshagen (nell'attuale distretto di Altlandsberg), a est di Berlino, dopo un attacco aereo. Le due popolazioni sono parassitologicamente distinguibili : il 70% dei procioni della popolazione dell'Assia sono infetti dal verme Baylisascaris procyonis, ma nessuno esemplare della popolazione brandeburghese ha tale parassita. Si stima che la popolazione Hessiana fosse composta da 285 animali nel 1956, salita ad oltre 20.000 nel 1970; la popolazione totale in Germania veniva stimata tra i 200.000 e 400.000 procioni nel 2008 e oltre 1 milione nel 2012.
Il procione è stato dichiarato ufficialmente selvaggina in 14 dei 16 stati della Germania sin dal 1954. I cacciatori e gli ambientalisti sono concordi nel considerare il procione una specie aliena invasiva e pericolosa, resa ancor più minacciosa dalla diffusione apparentemente incontrollata e incontrollabile, 
in quanto minaccia le specie di uccelli protette e sostituisce i carnivori domestici. Questa visione ampiamente diffusa viene però contrastata, ad esempio, dallo zoologo Frank-Uwe Michler che non ha riscontrato alcuna prova che un'ampia diffusione di procioni infici la biodiversità di un'area. Hohmann sostiene che la caccia estensiva non può essere giustificata dall'assenza di predatori naturali, perché la predazione non è una causa significativa di morte nella popolazione di procioni nordamericani.

#### Giappone
In Giappone ne vennero importati circa 1.500 come animali da compagnia in seguito al successo dell'anime Rascal, il mio amico orsetto (あらいぐまラスカル?, Araiguma Rasukaru) del 1977. Nel 2004, i discendenti degli esemplari fuggiti o abbandonati avevano colonizzato 42 delle 47 prefetture del Giappone.
I procioni erano diffusi in 17 prefetture nel 2000 e in tutte 47 nel 2008.  Si stima che i procioni causino 30 milioni di yen (circa 275.000 dollari americani) di danni all'agricoltura nella sola Hokkaidō.

### Habitat
Il suo habitat naturale è costituito da foreste decidue e temperate, ma grazie alla sua spiccata adattabilità può vivere anche in zone montane, paludi in prossimità delle coste, e perfino nelle aree urbane, dove spesso non è visto di buon grado dagli abitanti.

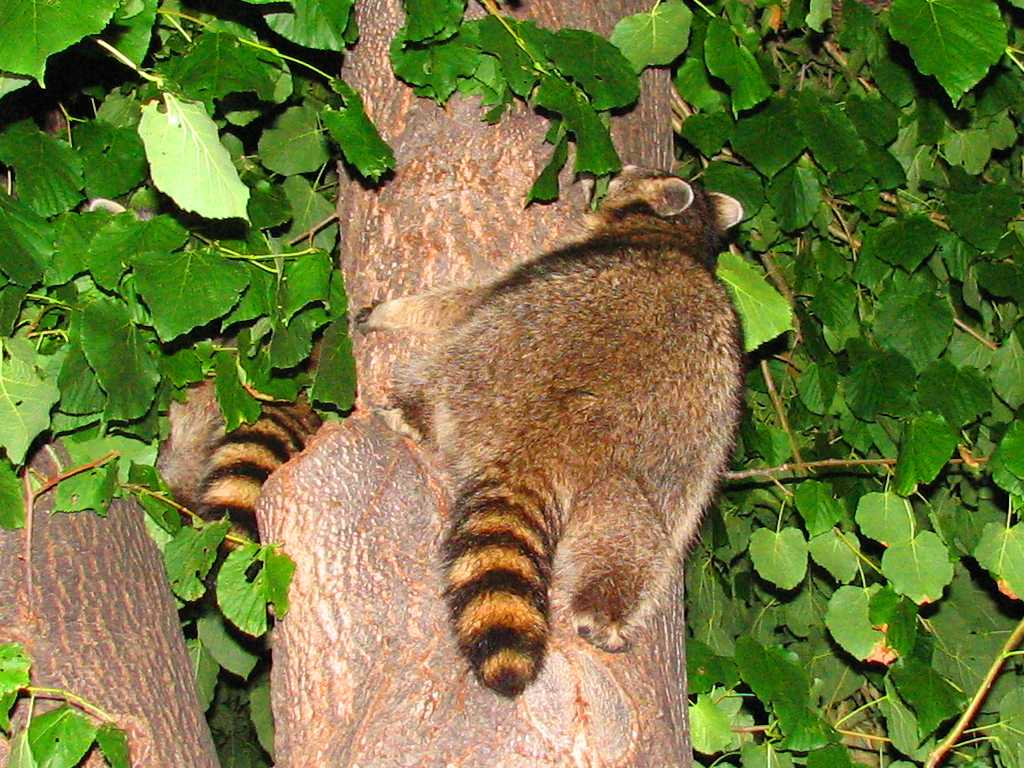
Un procione che cerca rifugio su di un albero (Ottawa, Ontario)

Anche se negli ultimi decenni si sono diffusi in aree con alberi sparsi, i procioni hanno sempre bisogno di strutture verticali su cui arrampicarsi quando si sentono minacciati. Per questo motivo, evitano terreni aperti o zone con un'alta concentrazione di faggi, perché la loro corteccia è troppo liscia per arrampicarsi. I buchi che si creano in maniera naturale nei tronchi delle vecchie querce o di altri alberi e le fenditure nelle rocce sono luoghi scelti dai procioni per dormire oppure come tane per l'inverno o per partorire i cuccioli. Se tane di questo tipo non sono disponibili o se accedervi non è conveniente, i procioni si servono di buchi creati da altri mammiferi, del denso sottobosco oppure di inforcature degli alberi. Dal momento che anfibi, crostacei e altri animali che si trovano sulle rive di laghi e fiumi giocano un ruolo importante nella dieta del procione, le basse foreste decidue e temperate che abbondano di acqua e paludi sono i luoghi che ospitano la maggior parte degli individui. Mentre nelle praterie la densità della popolazione varia tra gli 0,5 e i 3,2 animali per chilometro quadrato e non supera i 6 animali nelle foreste più alte, nelle basse foreste decidue e temperate e nelle paludi possono vivere anche 20 esemplari per chilometro quadrato.